# Franz xứ Teck
Franz xứ Teck, GCB, GCVO (Franz Paul Karl Ludwig Alexander; 28 tháng 8 năm 1837 – 21 tháng 1 năm 1900), được gọi là Bá tước Franz von Hohenstein cho đến năm 1863, là một nhà quý tộc gốc Áo kết hôn với Vương thất Anh. Vợ ông, Vương tôn nữ Mary Adelaide của Cambridge, là em họ đời đầu của Nữ vương Victoria, vì cha của bà là chú ruột của Nữ vương. Francis là cha của Vương hậu Mary, vợ của Vua George V. Francis giữ tước hiệu Bá tước xứ Hohenstein (Graf von Hohenstein) của Đế quốc Áo, và tước hiệu Thân vương (Fürst) của Đế quốc Đức và sau đó là Công tước xứ Teck (Herzog von Teck), và được nhận phong cách Serene Highness vào năm 1863. Ông được Hoàng gia Anh trao kính xưng Highness vào năm 1887.
Francis là sản phẩm của một cuộc hôn nhân quý tiện kết hôn, cha ông là Công tước Alexander của Württemberg, người nằm trong dòng kế vị ngai vàng Vương quốc Württemberg, trong khi đó mẹ ông được sinh ra trong một gia đình quý tộc ở Transylvania, Hungary sở hữu trước vị Bá tước. Tuy nhiên 2 tước vị không tương đồng nhau, nên Francis bị loại ra khỏi danh sách kế vị ngai vàng của Württemberg và ban đầu cũng không được hưởng các tước vị hoàng gia cho đến năm 1863 mới được nhận Thân vương xứ Teck, một tước hiệu nằm trong Vương quốc Württemberg